# Pietro Scarpini
Pietro Scarpini (Roma, 6 aprile 1911 – Firenze, 27 novembre 1997) è stato un pianista italiano.

## Biografia
Pietro Scarpini nacque a Roma nel 1911. Sua madre era pianista, studiò pianoforte con Alfredo Casella e composizione con Ottorino Respighi all'Accademia Nazionale di Santa Cecilia di Roma, dove ebbe anche come docenti Alessandro Bustini, Bernardino Molinari (direzione d'orchestra) e Fernando Germani (organo). Ancora studente, sposò nel 1934 la musicista Teresita Rimer e conseguì il diploma nel 1937. Su richiesta del padre, ufficiale dell'esercito, frequentò anche corsi di letteratura e filosofia all'Università di Roma.
Il suo debutto pubblico avvenne nel 1936 e, l'anno successivo, sostituì il solista in un concerto al Teatro Adriano di Roma, eseguendo il Concerto per pianoforte n.9 "Jeunehomme" di Mozart con l'Orchestra dell'Accademia Nazionale di Santa Cecilia. L’ottima accoglienza della sua esibizione gli valse scritture internazionali, tra cui una con la Filarmonica di Berlino, seguita da concerti a Firenze, Budapest, Berlino e Lubecca nel 1938.
La sua carriera fu interrotta dalla Seconda guerra mondiale, ma dopo un breve incarico presso il Conservatorio di Parma, nel 1940 si stabilì al Conservatorio Luigi Cherubini di Firenze, dove insegnò fino al 1967. Negli anni Quaranta fondò l'Ensemble dell'Accademia Filarmonica Romana per eseguire Pierrot Lunaire di Schönberg in Europa, dirigendolo personalmente. Dopo la guerra riprese l’attività concertistica in Europa e dal 1954 si esibì anche negli Stati Uniti e in Canada.
Scarpini suonò con molte orchestre prestigiose, come la London Philharmonic Orchestra, le orchestre del Concertgebouw di Amsterdam, della Filarmonica di Bruxelles, della Suisse Romande e dei Wiener Philharmoniker. Tra le tappe più memorabili della sua carriera vi fu l’esecuzione del Quarto Concerto di Beethoven sotto la direzione di Wilhelm Furtwängler, del Secondo Concerto di Prokofiev con Dimitri Mitropoulos e la ripresa del Concerto per pianoforte, orchestra e coro maschile di Ferruccio Busoni.
La sua carriera fu ostacolata da problemi di salute: nel 1956 gli fu diagnosticato il diabete e nel 1982 subì un infarto. Si ritirò dalle scene verso la fine degli anni Sessanta, ma continuò l’attività didattica, insegnando dal 1967 al Conservatorio di Milano e all'Accademia Musicale Chigiana di Siena. Inoltre, ricoprì la cattedra internazionale di pianoforte per la musica contemporanea a Darmstadt, in Germania. Tra i suoi allievi più illustri vi fu il pianista statunitense David Burge.
Nel campo della musica da camera, Scarpini si dedicò tra i primi alla divulgazione delle opere contemporanee e all’esecuzione integrale delle composizioni di Johann Sebastian Bach, come L'arte della fuga e Il clavicembalo ben temperato, presentate al festival bachiano di York in Inghilterra e all’Accademia di Santa Cecilia a Roma.
Come compositore, realizzò una trascrizione per due pianoforti della Sinfonia n.10 di Mahler negli anni Cinquanta e compose un concerto per pianoforte e un quintetto per pianoforte.
Morì il 27 novembre 1997 a Firenze.

### Testimonianze
Nel ricordare il pianista scomparso, il critico Leonardo Pinzauti scrive che Pietro Scarpini «...fu musicista di eccezionale cultura,  tanto che è difficile rendere la giusta idea di quel che ha significato nel mondo musicale italiano, essendo scarsamente disponibili le sue incisioni e registrazioni. Tra gli anni '40 e '60, momento di transizione della musica in Italia, quando autori e musicisti, quali Mahler o Scriabin, erano ancora lontani dalla popolarità che avrebbero in seguito raggiunto, chi frequentava la scuola di Scarpini, poteva già ascoltarne le intense ricreazioni al pianoforte. Fu Pietro Scarpini a proporre in concerto anche le opere più discusse dei maestri della Scuola di Vienna, messe però a confronto con quelle di Busoni e di Stravinskij, di Prokofiev e di Dallapiccola. Ascoltandolo si respirava la continuità e la sorpresa dei grandi fatti musicali, e diventavano naturali e non contraddittori i legami fra Clementi e Liszt, fra Bach e Beethoven, come fra questi e i maestri del novecento...»
Il valore di Pietro Scarpini è attestato anche dalle critiche dei suoi concerti, come ad esempio quelle relative all'esecuzione del Concerto di Busoni (1966):
- «Un concerto da sei giorni. Busoni goliardo folle. Busoni fiume suonato da Scarpini.»[senza fonte]
- «Pietro Scarpini, un sesto grado del pianismo contemporaneo, ha padroneggiato le spaventose difficoltà della massacrante partitura, riscuotendo un grande successo.»[senza fonte]
- «Il pianoforte in questo concerto è presente senza posa, a un livello di trascendentale difficoltà, che Scarpini, implacabile, ha dominato da grande interprete, da eccezionale virtuoso...»[senza fonte]
- «Nella parte del pianoforte tutte le possibili formule del pianismo trascendentale, di forza e genialità, vi sono diffuse a dismisura e in variazioni sempre più difficili. Grandi doti pianistiche, quindi, occorrono per affrontarle, e quale eroico impegno si deve assumere per uscirne vittoriosi! ... Pietro Scarpini non si è impaurito e allarmato di tutto questo. Pianista appassionato, entusiasta, ferreamente agguerrito, ha avuto ragione dell'enorme montagna di note che doveva smuovere dando ad esse il dovuto rilievo fisionomico incessantemente arabescato, e la potenza del solo peso sonoro...»[senza fonte]
- «La parte pianistica di questo concerto è una delle più ingrate ed impervie che si conoscano: tributiamo subito una lode calorosissima a Pietro Scarpini che l'ha affrontata con intrepido eroismo, tenendo testa con sonorità granitica e cristallina e con tecnica impeccabile alle violente bordate della piena orchestra.»[senza fonte]

### Gli ultimi anni
Dopo una così notevole attività, Pietro Scarpini scelse, così ricorda il critico  Pinzauti, «...un lungo e silenzioso ritiro dalle sale da concerto, quasi volesse meditare in una ascetica solitudine il suo enorme bagaglio di esperienze musicali ed intellettuali. Perché, di fatto,  lui non è stato soltanto un virtuoso del pianoforte, ma un protagonista significativo della musica contemporanea, della quale fu intelligente pioniere oltre che illuminato interprete, senza che questa sua convinta scelta di campo avesse mai assunto risvolti polemici nei confronti del passato...»
In una delle sue ultime lettere all'amico Antonio Latanza, scrive del suo programma estivo: lo studio dei Corali di Bach.
Pietro Scarpini scomparve il 27 novembre 1997. Quel giorno il suo pianoforte era ancora aperto, con le Variazioni Goldberg di Bach schiuse sul leggìo.
Le parole che compongono il titolo dell'ultimo Corale, che Bach dettò moribondo al suo genero, sono ora trascritte sulla sua tomba, nel Cimitero delle Porte Sante a Firenze:  «Mi presento davanti al tuo trono, o Signore»

### Le registrazioni sopravvissute del Concerto di Busoni
- 1954, 26.II - Torino | Coro e Orchestra RAI Torino | Fernando Previtali (versione ritmica italiana di Vittorio Gui) -mono-
- 1966, 3.II - Cleveland | Cleveland Orchestra & Chorus | George Szell -stereo-
- 1966, 24-25.XI - Monaco | SO und Chor des Bayerischen Rundfunks | Rafael Kubelik -stereo-

## Discografia

### Arbiter Records
- Arbiter 131 | Beethoven: Piano Concerto No.4 | Piano Sonata Op.111 | RAI Roma/Furtwängler (℗ & © 2007)

### First Hand Records
- FHR64 | Busoni: Piano Concerto Op.39 | Bavarian RSO/Kubelik (℗ & © 2018)

### Rhine Classics |Pietro Scarpini Edition
Pietro Scarpini eseguì a memoria "Die Kunst der Fuge" di Bach e fu un pioniere nell’interpretazione di Schönberg, Berg, Busoni, Dallapiccola e Hindemith. Fino a oggi, la sua arte è rimasta quasi inaccessibile. La collezione completa di Rhine Classics, composta da 33 dischi, rappresenta in modo esaustivo tutte le registrazioni significative lasciate da Scarpini, molte delle quali realizzate in ambito privato.
- RH-007 | 6CD | Pietro Scarpini -1- Busoni & Liszt (℗ & © 2018) review
- RH-010 | 12CD | Pietro Scarpini -2- from Baroque to Contemporary (℗ & © 2018) review
- RH-014 | 2CD | Pietro Scarpini -3- Mozart (℗ & © 2018) review
- RH-017 | 6CD | Pietro Scarpini -4- Bach (℗ & © 2020) review
- RH-020 | 2CD | Pietro Scarpini -5- Beethoven (℗ & © 2021) review
- RH-021 | 5CD | Pietro Scarpini -6- Mahler ...and beyond (℗ & © 2021) review

## Podcasts
- Il pianista 15-1-2019 - Pietro Scarpini - Mozart Radio Classica (© 2019 by Luca Ciammarughi)
- Top Ten 15-5-2019 - Pietro Scarpini - Dal barocco al contemporaneo Radio Classica (© 2019 by Luca Ciammarughi)
- Il pianista 23-3-2021 - Pietro Scarpini - Bach discovered tapes Radio Classica (© 2021 by Luca Ciammarughi)
- "Well-Tempered" Pianists on Between the Keys, January 19th and 20th WWFM The Classical Network (© 2021 by Jed Distler)